# クレヨンしんちゃん 嵐を呼ぶ 栄光のヤキニクロード
『クレヨンしんちゃん 嵐を呼ぶ 栄光のヤキニクロード』（クレヨンしんちゃん あらしをよぶ えいこうのヤキニクロード）は、2003年4月19日に公開された『クレヨンしんちゃん』の劇場映画シリーズ11作目。
本作品から監督が原恵一から水島努に交代。上映時間は88分（シリーズとしては最短）。興行収入は約14億円。今作より制作体制をデジタルに移行した。ただし、MPEG2での現像とマスターも経由した完全デジシネへの移行は3分ポッキリ大進撃以降である。

## 概要
水島努の第1作目は、前作までしばらく続いてきたウェットな感動ストーリーとは打って変わって、ジェットコースタームービー的な逃亡劇とドタバタコメディからなる娯楽作となった。
終盤の舞台に熱海市が起用されており、実在する数々の場所が細かく描写されている一方、映画の都合上架空の施設なども存在している。
初代・大原ななこを演じた紗ゆりと初代・鳩ヶ谷ミッチーを演じた草地章江が出演する最後の作品となった。ななこ役は第23作目『オラの引越し物語 サボテン大襲撃』から伊藤静が、ミッチー役は第14作目『伝説を呼ぶ 踊れ!アミーゴ!』から大本眞基子がそれぞれ担当している。
双葉商事のメンバー（川口・部長）が劇場版に初登場した（短編の劇場版を含むと『クレしんパラダイス! メイド・イン・埼玉』で初登場）。
平成15年度（第7回）文化庁メディア芸術祭アニメーション部門の審査委員会推薦作品に選ばれた。

## あらすじ
ある朝の野原家。あまりにも貧相な朝食に立腹なしんのすけ・ひろし・ひまわり・シロ。しかし彼らの態度は、みさえが冷蔵庫から取り出した超高級焼肉メニューによって一変する。みさえは数か月前から家計をやりくりして今晩の焼肉を準備しており、予算オーバーを補うため粗末な朝食になったのでたった。焼肉を前に納得し、機嫌を取り戻した野原一家だったが、そこへ白衣を着た不気味な男が車で家の塀を突き破り、助けを求めて転がり込んでくる。さらには彼を追う男・堂ヶ島少佐まで現れ、白衣の男に盗んだものを返すよう凄むが、男は「それはこの一家に預けた」と宣言する。
全く心当たりのない野原一家は危険を感じて家から逃走するが、その直後に野原家を凶悪犯一味だとする偽りの情報が大々的に流布される。堂ヶ島の一味や警察だけではなく、かすかべ防衛隊や幼稚園の教諭、ななこやひろしの仕事仲間など親しい人々までが一家を拒絶。顔馴染みの人々までが、懸賞金に目を眩ませて追ってくる羽目になる。
一連の騒動は静岡県熱海市に本部を置く組織「有限会社スウィートボーイズ」の陰謀で、彼らは白衣の男が野原家に託した「なにか」を求めて捕まえようとしていた。思い当たる節のない野原一家は、自らスウィートボーイズの本拠地へ乗り込み、疑いを晴らすべく熱海を目指す。しかし堂ヶ島に次ぐ幹部の下田、天城の追跡に遭い、一家は離れ離れになってしまう。
ひろしとひまわりとシロはひたすら陸路を走り、みさえは追手から強奪したセグウェイに乗って山道を進む。しんのすけは、一度は裏切られたかすかべ防衛隊の面々との絆を取り戻し、風間トオルから借りた自転車で熱海を目指す。スウィートボーイズの追跡だけでなく、疲労や、ビールとその売り子の誘惑までが一家の行く手を阻む。しかし、その度に野原家の冷蔵庫に眠る超高級焼肉が支えとなり、ついに一家は熱海で再結集を果たす。
幹部の追手を相手に完全勝利を収めた野原一家は、スウィートボーイズの本部で待ち受けていた組織のボスと、捕縛された白衣の男の兄弟と対峙する。弟のボスはかつて熱海の地で温泉旅館を経営していたが、閉館に追い込まれた後、研究者である兄とともに催眠増幅装置・通称「熱海サイ子」を発明した。これを使えば、他人の脳に暗示をかけることで、人々の姿や心まで意のままにできるのだという。ところが兄が「熱海サイ子」を持ってスウィートボーイズから脱走し、起動に必要な音声パスワードを「野原一家の今朝のやりとり」に設定した。スウィートボーイズが野原一家を追っていたのは、この｢熱海サイ子｣を起動するためであった。
「熱海をより良くするために装置を使う」と話すボスに野原一家は協力する姿勢を見せ、夜までかけて今朝のやり取りを再現し、72回のリテイクを経てついに起動に成功する。しかしパスワードは永遠に変更できず、起動の度に同じやり取りを再現する必要があったため、ボスは一家を逃がそうとしない。そしてボスは、旅館閉館の際に助けなかった熱海へ復讐すべく「熱海サイ子」を使うという、本来の計画を語り始める。
それを知った野原一家は「熱海サイ子」を強奪する。装置を使ったしんのすけの「言う通りにしないとトイレットペーパーにして尻拭きに使う」という脅しによって部下を退け、単身逃亡したボスをついに追い詰める。ボスの熱海に対する愛憎混じった想いを聞いた直後、彼はひろしに殴り飛ばされ気絶。しんのすけは「熱海サイ子」を再び起動し、今日の騒動をすべてなかったことにするとともに、スウィートボーイズは温泉旅館になり、ボスは再び真面目に働く、熱海サイ子は初めから存在しなかった、という暗示をかける。
こうして「熱海サイ子」を巡る騒動のすべては白紙に戻り、解放された野原一家は春日部へ帰宅する。そして、待ちに待った焼肉を家族全員揃って囲むところで物語は終わる。

## 登場人物

### TVシリーズからのキャラクター
野原家以外は、「熱海サイ子」を装着したしんのすけによって一連の事実が抹消された後は登場しない。
野原しんのすけ
主人公。今作ではスウィートボーイズの陰謀に巻き込まれて家族と共に凶悪犯に仕立てられ、追われる身となってしまう。問われた罪は「幼児変態罪」。
途中で家族とはぐれた後は春日部に戻り、かすかべ防衛隊の面々に助けを求めるも、裏切られて天城に捕らえられてしまう。なんとか逃走に成功するも、スウィートボーイズ（天城部隊）の執拗な追跡に再度捕まりそうになるが、しんのすけを見捨てることができなかった防衛隊の面々に助けられ、一時的に彼らと行動をともにする。その後、風間トオルの自転車（補助輪付きのマウンテンバイク）を借りて熱海へ向かう。道中、敵の攻撃によって補助輪を破壊されてしまうが、問題なく乗りこなしていた。
リアルな描写になったときは坊主頭ではなく金髪の長めの髪型だった。
終盤でひろしから託された「熱海サイ子」を装着し、スウィートボーイズの存在、一家が凶悪犯であった事実、野原家以外の人々の記憶をすべて抹消した。
野原みさえ
しんのすけとひまわりの母。スウィートボーイズの陰謀に巻き込まれて「年齢詐称」の罪に問われ、家族と共に逃走。色仕掛けでヒッチハイクを試みるも、逆に運転手が怯えて事故を起こし、そのまま逃げるように去って行った。
スウィートボーイズ（下田部隊）の襲撃を受けて家族と離れ離れになった後、部下が乗っていたセグウェイを強奪して熱海に向かうが、道中でバッテリー切れになり意気消沈してしまう。やがて熱海が近くなると一時的に気力を取り戻すが、対向車を避けようとして操作を誤りガードレールに激突。下り坂でスピードが出ていたため、そのまま海に投げ出されてしまった。その際、少し先を進むひろしたちと空中ですれ違っている。その後はバタフライで海を泳ぎ、先に着いていたひろしたちと再会する。
野原ひろし
しんのすけとひまわりの父。スウィートボーイズの陰謀に巻き込まれて「異臭物陳列罪」の罪に問われ、家族と共に逃走。熱海を目指す手段として選んだヒッチハイクに女装で挑み、成功させる。
その後、下田部隊の襲撃で家族と離れ離れになってしまうが、途中でひまわり・シロと再会し、熱海へ向かう。
2007年発売のニンテンドーDS用ソフト『クレヨンしんちゃんDS 嵐を呼ぶ ぬってクレヨ〜ン大作戦!』では、今作の女装姿でシンデレラを演じている。
野原ひまわり
しんのすけの妹。「結婚詐欺」の罪に問われる。下田部隊の襲撃で家族と離れ離れになった後、葉っぱに乗って単身川に流されていたが、泳いで追跡してきたシロと再会。その後ひろしとも再会し、熱海に向かう。
終盤、「熱海サイ子」によってその場にいる全員がぶりぶりざえもんに変身してしまった際、野原一家が集まる際の合言葉として、ひまわりは「キムチ」と発音した。
シロ
野原一家の飼い犬。「集団暴走行為及び飲酒運転」の罪に問われる。下田部隊の襲撃で家族と離れ離れになった後、川に流されていたひまわりを泳いで追跡し、ひろしとも再会して熱海に向かう。
かすかべ防衛隊
ななこやアクション仮面といった大好きな人たちに裏切られたしんのすけにとって、最後の砦ともいうべき存在だったが、野原一家の罪を知って天城の部隊をマサオの家に入れ、お菓子の詰め合わせセットと引き換えにしんのすけを引き渡すことを約束。その後、しんのすけが春日部に戻ってきた際にマサオの家に彼を入れ、マサオの密告によってしんのすけは天城の部隊に引き渡されてしまった。
しかし、その後考えを改めて反省し、天城のもとから逃げ出したしんのすけを助け出して裏切ったことを謝罪。一時的にしんのすけと行動をともにするが、密告した張本人であるマサオはしんのすけから「裏切りオニギリ」「裏切り大臣」と呼ばれ、終始疑いの眼差しを向けられていた。
ふたば幼稚園の職員
野原一家が自宅から逃げ出した際、最初に助けを求めた。職員一同ははじめこそ園内に匿っていたが、テレビで一斉に野原一家の罪状が公開されたことで怯え出し、よしながは「信じています、自首してください」と涙ながらに訴え、園長に至ってはこっそり逃げ出そうとしたところ、しんのすけに急に「ワッ！」と驚かされただけで腰を抜かし、ひどく怯えていた。
北本れい子（隣のおばさん）
変装した野原一家を見つけ、一家のことを「前々から怪しいと思っていた」「奥さん（みさえ）は陰で何をやっているのか分からない」「サップもホーストもミルコ・クロコップもあの奥さんには敵わない」など、変装したみさえ本人の前で悪口を言った。
鳩ヶ谷ヨシりん、ミッチー
報奨金目当てで野原一家をロープで転倒させて捕まえようとしたが、ひろしに啖呵を切られ、あっさり逃げていった。
大原ななこ
道端で野原一家と鉢合わせし、ひろしとみさえは彼女なら信じてくれると考えて一瞬安堵した表情を浮かべるも、ニュースを見て一連の罪状を知っていたため、謝りながらも立ち去った。中でも彼女に駆け寄ろうしていたしんのすけは初めてななこから嫌われたショックから、放心して卒倒してしまう。
アクション仮面、桜ミミ子
番組放送中、緊急放送として指名手配中のしんのすけの顔写真を提示し、「とんでもないハレンチな奴だ」「悪の手先」「こいつを野放しにしていては地球の平和はありえない」とさえ罵り、全国の視聴者の子供たちにしんのすけを捕まえるよう呼びかけた。
ななこに見捨てられて孤立していたしんのすけは、顔見知りでもあり共闘したこともあった、唯一の心の拠り所として敬愛していたヒーローからも蔑まれたことにより、再び計り知れないショックを受け、放心し崩れ落ちた。
双葉商事の人々
緊急ニュースで記者会見の様子が放映され、社長と部長が「本日付をもって野原ひろしを懲戒解雇とすることに決定した」と発表。部下の川口に至っては、インタビューにおいて「あんな人が上司だったと思うとゾッとする」「見損ないましたよ野原元係長」｢とにかく足が臭かった｣などと辛辣なコメントを述べた。
これを目にしたひろしは、アクション仮面に裏切られたしんのすけと同様にショックを受け、放心して卒倒してしまう。
野原銀の介
しんのすけとひまわりの父方の祖父で、ひろしの父。野原一家の重要参考人として警察に連行される様子がニュースで放映され、それを見たみさえは熊本の実家も同じことになっていると確信して落ち込んでしまう。

### ゲストキャラクター
白衣の男
突然、野原家に現れて助けを求めてきた謎の男。その正体はスウィートボーイズのボスの実兄で、自身が開発した催眠増幅装置「熱海サイ子」を利用して熱海を更地に戻そうとしている弟の計画を知り、催眠装置の起動に必要なボイスレコーダーを持って逃げていた。その際に逃げ込んだ先である野原一家の朝の会話を録音し、しんのすけの無音の屁の音までもを催眠装置の起動パスワードに登録してしまっていた。
弟とは反目し合っていたものの、終盤では弟を逃がすために自ら影武者となり、野原一家を欺いた。
野原一家に協力する人物ではなく、本作における一連の騒動の元凶となった人物である。
トラックの男
女装したひろしがヒッチハイクで捕まえたトラックの外国人運転手。ナンバーは「多摩530 へ 19-41」。女装したひろしに一目惚れし、助手席の彼に対してトラックを運転している最中も熱視線を向ける。身の危険を感じたひろしが女装を解いて男だと主張するも「知ってたさ」と口にし、妻子がいるとさえ言われても「萌える」と豪語する。劇場パンフレットの水島努のコメントによると「男女関係ないグローバルな人」とのこと。
事情を知って野原一家を熱海まで乗せて行こうとしたが、途中でスウィートボーイズの下田部隊の襲撃を受け、フロントガラスにペイント弾が直撃して運転を誤り横転。それでもなお野原一家を逃がすため、その場でスウィートボーイズの団員と戦闘（主に自身の足を使用した敵の体へのカニばさみ攻撃）を開始し、一家と別れた。一方のひろしも彼に対して多少情を感じており、別れる際も彼の身を案じていた。
その後、「俺のひろしー！」と叫びながら彼を追って熱海まで来ており、「熱海サイ子」の効果で全員がぶりぶりざえもんに変身させられた際にその様子が描かれている。一連の騒動後、平和通り商店街で帰路につく野原一家とすれ違うが、互いに声をかけることもなくそのまま去っていった。
今作のゲストキャラクターの中では唯一、野原一家に協力する人物である。
DS『ぬってクレヨ〜ン大作戦!』では、女装したひろしが演ずるシンデレラで王子役として登場し、一緒にダンスを踊っている。
トモちゃん
本作のオープニングテーマを担当している華原朋美が本人役で登場。かすかべ防衛隊が逃げ込んだ遊園地の仮設ステージで歌唱していた。
キャンペーンガール
路上で新発売のビールの宣伝をしていた2人組の美女。ひろし・ひまわり・シロが熱海に向かう際、ひろしに試供品のビールを勧めるが、高級焼肉への思いと葛藤から爽やかに断られる。その様子に唖然としながらも、ひろしたちを応援し見送った。
エンディングでは、帰路につく野原一家が乗り込んだ電車の車内広告に登場していた。それを見たしんのすけとひろしが興奮していた一方で、みさえは冷たい視線を飛ばしていた。
埼玉のタマちゃん
鳴き声がひまわりにそっくりなアザラシ。川の土手に寝そべっていた所をひろしに発見され、「海へ帰れバカヤロー！」と川に戻された。ひろしがひまわりの声だと思い込んでいたのは、実際にはタマちゃんの鳴き声であった。その後、熱海の海にも姿を現している。
堂ヶ島少佐
スウィートボーイズの幹部で、野原家追跡の指揮を執る冷静沈着な男。元軍人で妻子持ち。ソフト帽にサングラスを着用した独特の風貌が特徴で、髪型は五分刈り。ゲームとサーフィンが好き。クリーム色のYシャツと茶色のズボンを着用した部下を従えている。
ジェットコースターで特攻してきたマサオを捕まえた際には、笑顔で「友のために勇敢に戦った男は、たとえ敵であろうと俺の水筒の水を飲む資格がある」と口にしたり、しんのすけが熱海に到着した際には「待っていたぞ」とばかり微笑んで成り行きを見守るなど、認めた相手には紳士的に接している。
熱海に到着した野原一家に部下を全滅させられると、彼らを認めてボスの元へ行くことを許し、部下とともにサーフィンをするため引き上げて行った。しんのすけが装置を使用した際は部下共々ぶりぶりざえもんの姿でサーフィンをしていた。
下田長九朗
スウィートボーイズの幹部で営業部長。サラリーマン風の中年男で肥満体型。スーツ姿にサングラスをかけた部下を従えている。
飄々とした性格で、セグウェイは部下にも用いさせるほどのお気に入り。ひろしとは違った形で妻には頭が上がらない模様で、ダイエットはサボり気味。その妻も同じく肥満体型である。口癖は「でしょでしょ？」。堂ヶ島の援軍要請を受け、野原一家を追跡する。
野原一家に部下を全滅させられると、堂ヶ島とともに彼らを認め、自身も迎えに来た妻の車で帰って行った。しんのすけが装置を使用した際は妻と共にぶりぶりざえもんの姿になって仕事の愚痴をこぼしながら車で弁当を食べていた。
初登場時、シロを除いた野原一家全員に名刺を渡しており、フルネームが明らかになっている唯一のゲストキャラクターである。
天城
スウィートボーイズの女幹部。ボスの直轄部隊長。
典型的な直情径行型で、幼稚園児であるかすかべ防衛隊の面々の挑発に本気でキレかけるなど、大人気ない一面もある。幹部の中でボスへの忠誠心が最も強く、ボスの命じた任務を完遂させるために野原一家、特にしんのすけを捕らえるべく執拗に追跡する。
野原一家に部下を全滅させられても彼らを認めず、拳銃を用いてまで野原家を追いつめようとする。しかし、堂ヶ島から怒りの平手打ちを受け、「ここは戦場じゃない！」と叱責されてようやく諦めた。実は堂ヶ島に片思いしており、その際に乗じて堂ヶ島に自らの思いを告げようとしたが、彼が妻子持ちであることを知って涙する。その後はしんのすけが使用した装置により、ぶりぶりざえもんの姿で黄昏れていた。
Aカップの貧乳。しんのすけ曰く「おばさんの履くベージュ色のパンツ」を履いており、終始そのことでいじられていた。
第20作『オラと宇宙のプリンセス』では、宇宙の空間ゲートに入ったしんのすけが見た夢に現れた過去作品で登場した歴代ヒロインとして夢の中に登場した。
ボス
有限会社スウィートボーイズの代表。古代ローマ風の衣装を身にまとった髭面の男。「伊豆半島一の汗っかき」を自称する。
白衣の男の実弟。かつて父親が営んでいた温泉を継いだが倒産し、熱海に見捨てられたと感じたことがきっかけで熱海全体を憎むようになり、兄に開発させた催眠増幅装置「熱海サイ子」を使って「自分自身が熱海になる」という野望を抱く。しかし、計画の実行直前に兄が催眠装置の起動装置を持って逃亡し、捕まえた兄から野原一家の朝の会話を録音して起動パスワードにしたことを聞かされ、催眠装置を起動させるべく部下に野原一家を追跡させていた。
終盤で追いつめられた際も、「俺は本当は熱海を愛していたんだ」と泣きながら野原一家に協力を求めるが聞き入れられず、ひろしに殴り飛ばされ気絶。その後、「熱海サイ子」を使用したしんのすけによって「まじめな性格になる」「スウィートボーイズは観光ホテルになる」「熱海サイ子は初めから存在しなかった」といった暗示をかけられた。

## 登場する兵器など
UH-1
スウィートボーイズの追跡隊が遊園地で使用した。「イエロースワン」「ブラックホーク」など、色と鳥の名前を組み合わせた名称がそれぞれの機体についている。
ブラックホークはその後天城にジャックされ、彼女の無茶な操縦によりテールローターを破損して墜落した。
コンピュータ
熱海サイ子をデバイスとして動作させているかなり大きな装置。
正しいパスワードをアクセプトすると上面に梅の花が咲き乱れる。パスワードは一度登録すると変更できず、肉声でなければ効果がない（劇中では犬の鳴き声や放屁音すら記録した）。
熱海サイ子
スウィートボーイズが作った催眠増幅装置。頭に被って使用する。
使用すると、熱海中のあらゆる生物が使用した人物の思い通りの姿（寿司や便器などの非生物やぶりぶりざえもんなどの架空の存在も含む）になるほか、記憶のコントロールも可能になる。最終的にしんのすけの手により「熱海サイ子は最初からなかった」という暗示をかけられたため、スウィートボーイズから熱海サイ子の存在を含む一連の出来事に関する記憶は消され、それと同時に野原家が凶悪犯とされた事実と春日部を含む日本中の人々の記憶も抹消された。

## キャスト
- しんのすけ - 矢島晶子
- みさえ - ならはしみき
- ひろし - 藤原啓治
- ひまわり - こおろぎさとみ
- シロ - 真柴摩利
- 白衣の男 - 石丸博也
- ネネちゃん - 林玉緒
- マサオくん - 一龍斎貞友
- ボーちゃん - 佐藤智恵
- 園長先生 - 納谷六朗
- よしなが先生 - 高田由美
- まつざか先生 - 富沢美智恵
- 上尾先生 - 三石琴乃
- アクション仮面 - 玄田哲章
- ミミ子 - 小桜エツ子
- 隣のおばさん - 鈴木れい子
- ななこ - 紗ゆり
- ヨシリン - 阪口大助
- ミッチー - 草地章江
- 下田 - 江原正士
- 天城 - 皆川純子
- ドライバー - 真殿光昭
- 下田の妻 - 西川宏美
- 洋品店のおばさん - 堀越真己
- キャンペーンガールA - 池澤春菜
- キャンペーンガールB - 松岡由貴
- 部長 - 郷里大輔
- 川口 - 中村大樹
- 社長 - 宇垣秀成
- 怪人 - 江川央生
- テレビアナウンサー - 遊佐浩二
- 隊員 - 大西健晴
- トモちゃん - 華原朋美
- 堂ヶ島少佐 - 徳弘夏生
- ボス - 石塚運昇

## スタッフ
| 原作                             | 臼井儀人(らくだ社) |
| 作画監督                         | 原勝徳 大森孝敏 針金屋英郎 間々田益男 |
| キャラクターデザイン             | 末吉裕一郎 |
| 美術監督                         | 高野正道 古賀徹 |
| 撮影監督                         | 梅田俊之 |
| ねんどアニメ                     | 石田卓也 |
| 音楽                             | 荒川敏行 浜口史郎 |
| 録音監督                         | 大熊昭 |
| 編集                             | 小島俊彦 岡安プロモーション 中葉由美子 村井秀明 川崎晃洋 |
| チーフプロデューサー             | 茂木仁史 太田賢司 生田英隆 |
| 監督                             | 水島努 |
| 絵コンテ・脚本                   | 水島努 原恵一 |
| 原画                             | 末吉裕一郎 松下浩美 大塚正実 高倉佳彦 臼井杵人 林静香 加来哲郎 和泉絹子 松井理和子 清水洋 高橋博行 北之原孝将 門脇 坂本一也 古賀繁 上野真理子 吉岡忍 大隈孝晴 大杉宜弘 東出太 関口可奈味 石井百合子 宮脇千鶴 竹内哲也 植村淳 鈴木大司 釘宮洋 松山正彦 重本雅博 荒川眞嗣 茂木琢次 大武正枝 赤田信人 小林明美 金子志津枝 石川貴正 山地万 大久保修 高橋成世 高橋亮 樋口善法 篠原真紀子 石井智美 高鉾誠 村井孝司 野田めぐみ 小酒井篤史 原勝徳 大森孝敏 針金屋英郎 間々田益男 |
| 色彩設計                         | 野中幸子 |
| 動画チェック                     | 小原健二 |
| 演出助手                         | 髙橋渉 |
| 動画                             | 京都アニメーション 中峰ちとせ 村山健治 端由美子 中野恵美 佐藤綾 栗田智代 棗田麻奈美 木透富子 渡邊政治 植野千世子 清原美枝 萩野良明 じゃんぐるじむ 小島亜紀 梅村朋未 新村杏子 一居一平 八木綾乃 中村真由美 岩井伸之 川口和磨 平山達也 佐藤誠之 マッドハウス スタジオダブ OH!プロダクション フロントライン 夢弦館 Bee Train 原佳寿美 T.A.R.O 吉沢八重子 長島崇 |
| 仕上げ                           | 京都アニメーション 竹田明代 石田奈央美 高木理恵 下浦亜弓 三浦里奈 今泉ひとみ 津田幸恵 栗林香織 宮田佳奈 西澤真理子 枝松知子 ライトフット 今泉ひろみ 井上喜代美 石塚一規 井口美幸 守屋理恵 玉木千春 黒木智子 光井朋夏 杉山珠樹 杉浦友紀 吉村恵子 竹之内咲子 渡辺桂子 エムアイ オフィスフウ トレーススタジオM マッドハウス |
| 背景                             | スタジオ ユニ 天水勝 明石聖子 岡部真由美 久保季美子 込山明日香 榊枝利行 村上良子 松宮由美 本田美紀 越膳滝美 アトリエローク 工藤剛一 沼井信朗 清水敏幸 下山和人 石橋修一 OKA ARTANA WINAYA SUTARA SURATA ERIYANTO WIRTA DEWA EKO |
| 背景スキャン                     | SCAN屋 佐藤広明 川井政明 伊藤審司 松本孝浩 木村誠 |
| 撮影                             | アニメフィルム 手塚智鶴子 松澤秀子 福田寛 伊藤修一 山田廣明 大矢創太 野村達哉 渡辺由利夫 下村博文 土岐浩司 大森美奈子 羽鳥貢 |
| 撮影協力                         | ライトフット 加藤祐一 箭内光一 河合有紀子 松井健二 開陽子 角野弘明 谷口尚美 河野守 梶川明美 山崎大輔 |
| ねんどクルー                     | 志賀剛 鈴木徹 撮影協力 菁映社 |
| CGI                              | つつみのりゆき 柏原健二 |
| タイトル                         | 道川昭 |
| 音響制作                         | AUDIO PLANNING U |
| 音響制作デスク                   | 山口さやか 加藤知美 |
| 音響制作進行                     | 井澤基 |
| レコーディングスタジオ           | APU MEGURO STUDIO |
| 1stミキサー                      | 大城久典 |
| 2stミキサー                      | 内山敬章 |
| アシスタントミキサー             | 田中章喜 山本寿 田口信孝 金子俊也 鶴田伸也 |
| 効果                             | 松田昭彦 原田敦 （フィズサウンドクリエイション） |
| 効果助手                         | 鷲尾健太郎 |
| 音楽協力                         | イマジン 齋藤裕二 スコアミキサー 中村充時 |
| 編集データ管理                   | 三宅圭貴 |
| 現像                             | 東京現像所 |
| 連載                             | 双葉社 月刊漫画タウン jourすてきな主婦たち 漫画タウンオリジナル |
|                                  | ドルビーデジタル・サラウンドEX 一部上映館を除く |
| ドルビーフィルム・コンサルタント | 森幹生 河東努 コンチネンタルファーイースト(株) |
| デジタル光学録音                 | 西尾昇 |
| プロデューサー                   | 山川順一 和田泰 福吉健 梶淳 |
| 制作デスク                       | 木野雄 西川昭彦 |
| 制作進行                         | 廣川浩二 高橋麗奈 長南佳志 |
| 制作                             | シンエイ動画 テレビ朝日 ADK |
|                                  | ©臼井儀人/双葉社・シンエイ・テレビ朝日・ADK 2003 |

## 主題歌
- オープニング - 「PLEASURE」（ワーナーミュージック・ジャパン）
  - 作詞 - 黒須チヒロ / 作曲 - 細井かおり / 編曲 - 清水信之 / 歌 - 華原朋美

本作では劇場版シリーズで初めてアバンタイトルが存在せず、映画タイトルはオープニングに統合されている。
- 挿入歌 - 「未来色の星屑」（ワーナーミュージック・ジャパン）
  - 作詞・作曲 - Yori / 編曲 - 清水信之 / 歌 - 華原朋美
- 挿入歌 - 「古代ローマ帝国風呂衰亡史」
  - 作詞 - 水島努 / 作曲・編曲 - 荒川敏行 / 歌 - ボス（石塚運昇）
- エンディング - 「こんな時こそ焼肉がある」（コロムビアミュージックエンタテインメント）
  - 作詞 - 小百合 / 作曲 - 岩崎貴文 / 編曲 - 斉藤英夫
  - 歌：のはら家オールスターズ
    - 野原しんのすけ - （矢島晶子）
    - 野原みさえ - （ならはしみき）
    - 野原ひろし - （藤原啓治）
    - 野原ひまわり - （こおろぎさとみ）
    - シロ - （真柴摩利）

劇場版シリーズでは初めてエンディング後のエピローグが挿入された。

## VHS・DVD・Blu-ray
- VHS - 2004年3月25日にバンダイビジュアルより発売
- DVD - 2004年11月26日にバンダイビジュアルより発売
- Blu-ray - 2023年6月28日にバンダイビジュアルより発売。

## 主な関連都市
- 静岡県熱海市
- 埼玉県春日部市